# AFI Division 2 2023
La AFI Division 2 2023 è stata la 7ª edizione del campionato irlandese di football americano di terzo livello, organizzato dalla IAFL.

## Squadre partecipanti
| Club                 | Città      | Stadio | Sponsor ufficiale | Risultato nella stagione 2022 |
| -------------------- | ---------- | ------ | ----------------- | ----------------------------- |
| Causeway Giants      | Ballymoney |        |                   |                               |
| North Dublin Pirates | Swords     |        |                   |                               |
| Trinity College      | Dublino    |        |                   |                               |
| Wexford Eagles       | Gorey      |        |                   |                               |

## Stagione regolare

### Calendario

#### 1ª giornata
| Ballymoney 5 marzo 2023 | Causeway Giants | 8 – 18 referto | Trinity College | Limepark Playing Fields |

#### 2ª giornata
| Malahide 26 marzo 2023 | North Dublin Pirates | 0 – 26 referto | Causeway Giants | Malahide RFC |

#### 3ª giornata
| Gorey 2 aprile 2023 | Wexford Eagles | 30 – 0 (a tavolino) referto | Trinity College | Gorey Celtic Football Club |

#### 4ª giornata
| Gorey 15 aprile 2023 | Wexford Eagles | 20 – 6 referto | Trinity College | Gorey Celtic Football Club |

#### 5ª giornata
| Ballymoney 23 aprile 2023 | Causeway Giants | 8 – 7 referto | North Dublin Pirates | Limepark Playing Fields |

#### 6ª giornata
| Gorey 30 aprile 2023 | Wexford Eagles | 35 – 6 referto | Causeway Giants | Gorey Celtic Football Club |

#### 7ª giornata
| Gorey 14 maggio 2023 | Wexford Eagles | 38 – 3 referto | North Dublin Pirates | Gorey Celtic Football Club |

#### 8ª giornata
| Santry 21 maggio 2023 | Trinity College | 16 – 8 referto | North Dublin Pirates | Trinity Sports Grounds |

#### 9ª giornata
| Santry 28 maggio 2023 | Trinity College | 0 – 30 (a tavolino) referto | Causeway Giants | Trinity Sports Grounds |

#### 10ª giornata
| Malahide 11 giugno 2023 | North Dublin Pirates | 30 – 0 (a tavolino) referto | Trinity College | Malahide RFC |

| Ballymoney 11 giugno 2023 | Causeway Giants | 6 – 41 referto | Wexford Eagles | Limepark Playing Fields |

#### 11ª giornata
| Malahide 17 giugno 2023 | North Dublin Pirates | – referto | Wexford Eagles | Malahide RFC |

### Classifica
La classifica comprende già l'incontro Pirates-Trinity della 10ª giornata.

La classifica della regular season è la seguente.
- PCT = percentuale di vittorie, G = partite giocate, V = partite vinte,  P = partite perse, PF = punti fatti, PS = punti subiti

| Pos. | Squadra              | PCT   | G | V | N | P | PF  | PS  |
| ---- | -------------------- | ----- | - | - | - | - | --- | --- |
| 1    | Wexford Eagles       | 1.000 | 5 | 5 | 0 | 0 | 164 | 21  |
| 2    | Causeway Giants      | .500  | 6 | 3 | 0 | 3 | 84  | 101 |
| 3    | Trinity College      | .333  | 6 | 2 | 0 | 4 | 40  | 126 |
| 4    | North Dublin Pirates | .200  | 5 | 1 | 0 | 4 | 48  | 88  |

## VII Division 2 Bowl
| 2023 | TBD | – | TBD |  |

## Verdetti
- TBD Vincitori della AFI Division 2 2023